# 亀田綾瀬
亀田 綾瀬（かめだ りょうらい、安永7年7月10日（1778年8月2日） - 嘉永6年4月14日（1853年5月21日））は、江戸時代末期の日本の儒学者。名は長梓、字は木主、通称は三蔵である。

## 概略
儒学者・亀田鵬斎の一子として江戸に生まれる。学問を父に承け、学塾・学経堂を設けて子弟を教えた。最初は浅草の蔵前に、のちには日本橋本材木町に開塾し、晩年には深川に移る。藩主久世氏に招かれ関宿藩の藩校・教倫館の儒官となっている。嘉永6年（1853年）4月14日に死去。享年76。墓は台東区今戸称福寺。後継者は養子の亀田鶯谷。門弟として芳野金陵・圓山北溟・並木爽山・出井貞順・新井稲亭・中島撫山らがいる。
「身の丈五尺四五寸、白髪隆準、温顔の中、眼光人を射るを覚ゆ」と弟子の一人に伝えられる。父・鵬斎が豪快な人柄であったのに対し、綾瀬は温厚篤実の君子として知られ、学問・文章ともに優れ、書は草体に巧みであった。

## 著書
- 『綾瀬先生遺文』（嘉永7年（1854年））
- 『学経堂文集』（未刊）